# Bergtjärnen (Åre socken, Jämtland, 702839-135455)
Bergtjärnen är en sjö i Åre kommun i Jämtland och ingår i Indalsälvens huvudavrinningsområde.